# Ia O, Gia Lai
Ia O là một xã biên giới của tỉnh Gia Lai, giáp với huyện Andoung Meas tỉnh Ratanakiri Campuchia qua sông Sesan.
Xã có diện tích 137,39 km², dân số năm 2019 là 11.132 người, mật độ dân số đạt 81 người/km².

## Hành chính
Xã được chia làm 9 làng, bao gồm: Bi, Lân, Mit Kom I, Mit Kom II, Cúc, Kloong, Jép, Dăng và O.

## Địa giới hành chính
Xã Ia O nằm cách thành phố Pleiku khoảng 65 km về phía tây, có vị trí địa lý:
- Phía đông giáp xã Ia Krăi và Ia Khai
- Phía tây giáp huyện Andoung Meas, tỉnh Ratanakiri, Campuchia
- Phía nam giáp xã Ia Chia
- Phía bắc giáp xã Ia Tơi, huyện Ia H'Drai, tỉnh Kon Tum

## Kinh tế
Trên địa bàn có 11 đội sản xuất của các công ty 74, 75, 715. Có 02 công trình thủy điện là Sê San 4 và Sê San 4A, kinh tế còn chậm phát triển, đời sống nhân dân còn gặp nhiều khó khăn. Mấy năm gần đây xã đã có những tín hiệu về phát triển kinh tế do hiệu ứng dân cư các nơi chuyển đến buôn bán, xây dựng kinh tế của các công trình thủy điện nói trên.
Dân tộc thiểu số hơn 50% (chủ yếu là người Jrai). Thu nhập bình quân đầu người năm 2019 là 32,5 triệu đồng. Toàn xã có 120 hộ nghèo (chiếm 4,48% tổng số hộ trong xã) trong đó chủ yếu là hộ dân tộc thiểu số, 370 hộ cận nghèo (13,82%)